# Stokes
O stokes é a unidade cgs para viscosidade cinemática. Ele é abreviado S ou St, e leva este nome em homenagem a George Gabriel Stokes. Algumas vezes é expresso em termos de centistokes (cS ou cSt). Nos Estados Unidos, Stoke é às vezes empregado como a forma singular; o plural é sempre stokes.
A unidade SI para a viscosidade cinemática é m²/s.
1 St = 0.0001 m²/s = 1 cm²/s
1 cSt = 0.01 St = 0.000001 m²/s = 1 mm²/s